# Све до Дрине!
Све до Дрине! је била једна од главних крилатица усташког покрета пре Другог светског рата, у време Независне Државе Хрватскеи у послератном периоду. У време распада СФРЈ овај слоган се поново појавио међу хрватским националистима. 
Крилатица "Све до Дрине!" је била израз уверења усташких вођа и следбеника да је историјска граница Хрватске у време хрватских народних династија у раном средњем веку била на реци Дрини.
Међутим, стварни историјски корени идеје границе Хрватске на реци Дрини датирају из аустроугарског периода, односно касног 19. века, а разрађени су од стране Анте Старчевића и његовог идеолошког следбеника Јосипа Франка. Старчевић и Франк су се залагали за уједињење Хрватске-Славоније и Далмације у „троједно краљевство“, којем би затим била додата Босна и Херцеговина. Овај територијални оквир је по схватању Старчевића и Франка представљао прави територијални оквир Хрватске, односно израз хрватског државног права. Захтеви за уједињењем датих територија су постали још гласнији након окупације БиХ од стране Аустроугарске 1878. године, и наручито након анексије БиХ од стране Аустроугарске 1908. године (Старчевић је замишљао самосталну Хрватску, док је Франк желео Хрватску као трећи елеменат у двојној монархији, али је територијални оквир - који ће касније усташе идејно преузети - био исти)
Шестог марта 1943, на састанку са њујоршким надбискупом Франсисом Кардиналом Спелманом, хрватски емисар при Ватикану, гроф Ервин Лобковић ће објаснити његове разлоге за независну, католичку Хрватску која ће се протезати до реке Дрине. Његово је мишљење било да православни и католички свет не могу постојати истовремено у једној држави, Југославији. Лобковић ће тада послати следећу поруку Павелићевом режиму у Загребу:

»Ми смо нагласили да је садашња држава у врло специфичној позицији у контексту католицизма а посебно имајући у виду њено место између Запада и Истока и да граница на Дрини гарантује одржавање католичке позиције у овом простору; а градити поново Југославију би значило уништење, не само хрватског народа, него и католицизма и западне културе у овим подручјима. Уместо западне границе на Дрини, имали бисмо византијску границу на Караванкама. «